# Spitzer (balle)
Pour les articles homonymes, voir Spitzer.

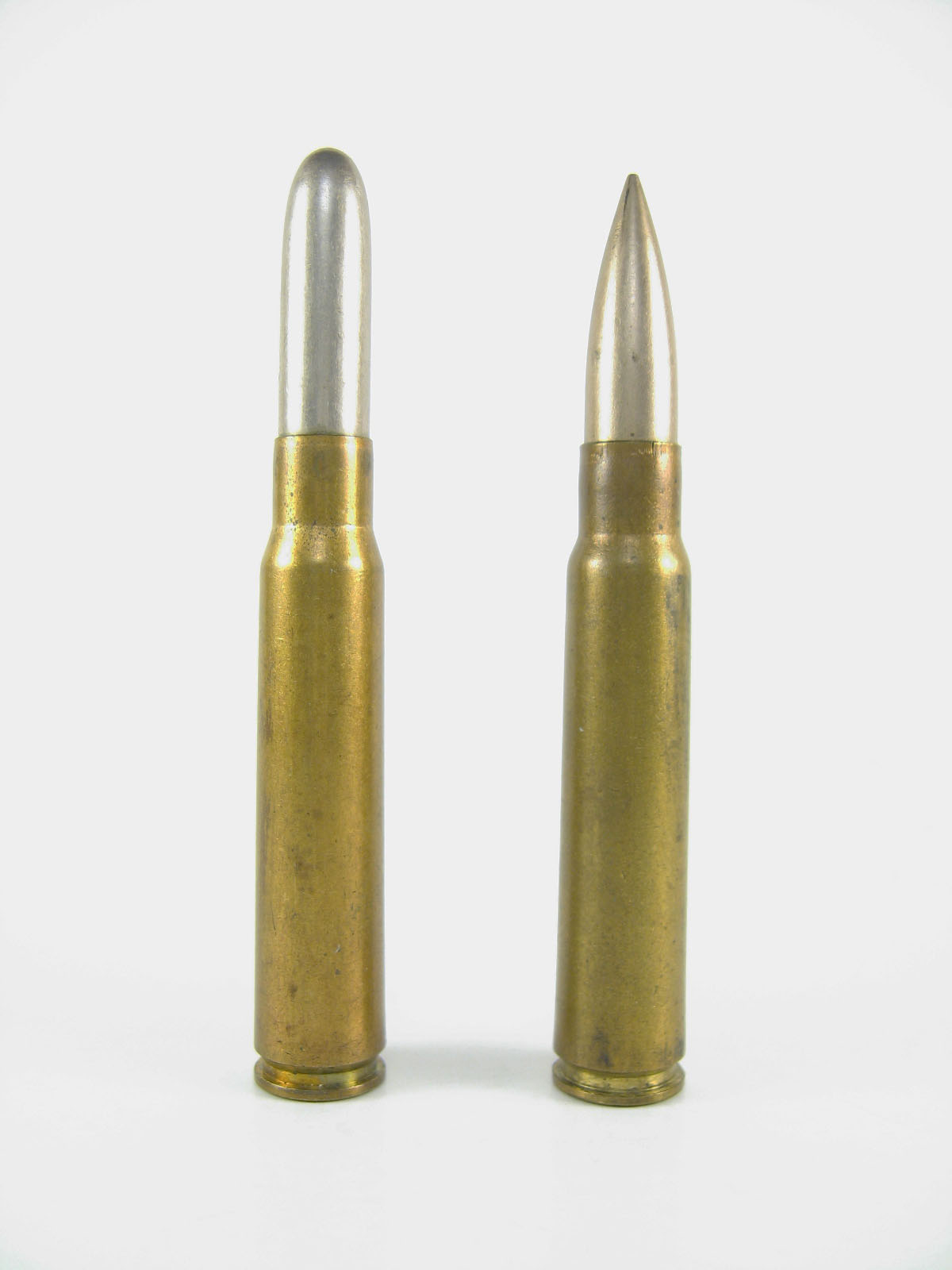
Modèle 1888 M / 88 (à gauche) à côté du modèle 1903 7,92 × 57 mm Mauser S Patrone.

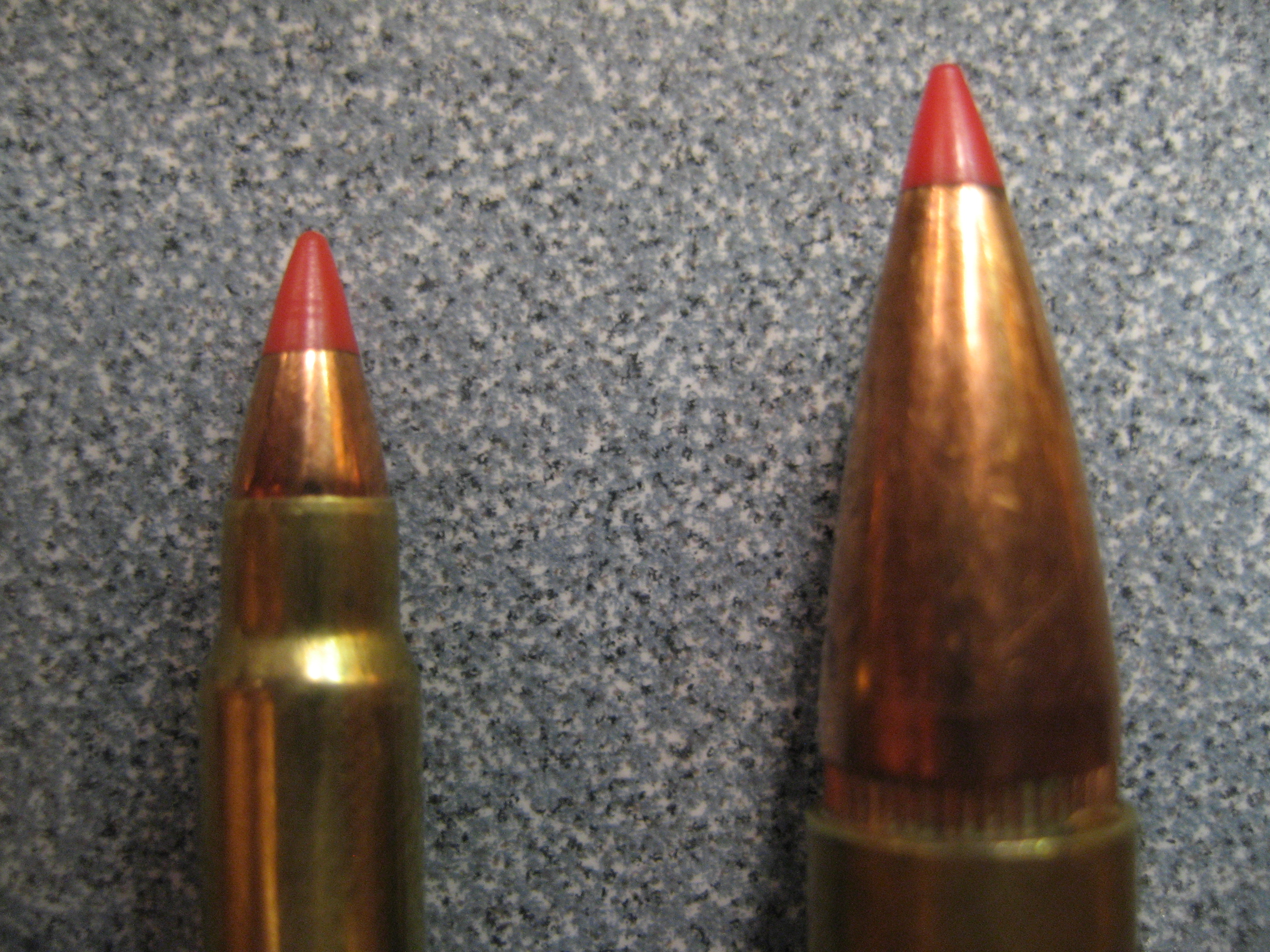
Balles à pointe en plastique du 21e siècle. Embouts balistiques : Hornady 17 gr. V-Max 17HMR, .308 Winchester. Les balles à pointe en plastique sont un type de balle de fusil et de carabine destiné à conférer l'avantage aérodynamique de la balle spitzer (par exemple, voir balle à très faible traînée) et la puissance d'arrêt d'une balle à tête creuse.

La balle spitzer est un type d'ogive pointue qui est principalement utilisé dans les armes légères individuelles ou collectives. La forme pointue, développée à des fins militaires à la fin du XIXe et au début du XXe siècle, était une amélioration majeure par rapport à la forme des balles antérieures avec des ogives rondes ou à tête plate (issue de la balle Minié), car les formes du nez pointu étaient moins sensibles aux facteurs balistiques externes comme la traînée pouvant altérer la trajectoire. En concevant une ogive en forme de pointe, les projectiles obtiennent un coefficient de traînée plus faible, ce qui les fait décélérer beaucoup moins rapidement. L'abaissement du coefficient de traînée conduit également à un comportement balistique externe amélioré. Ces améliorations allaient apporter de grands changements dans les méthodes de guerre.
Le développement des balles spitzer et des organes de visée permettant de viser à longue portée pour les fusils de service a révolutionné les doctrines militaires de l'époque. Des zones de combat à des distances allant de 1420m à 2606m, jusque-là hors de portée des armes individuelles, pouvaient être soumis à des tirs de fusil de l'infanterie. Avec les améliorations apportées aux premiers fusils mitrailleur au début du XXe siècle et l'ajout de clinomètres, les escouades de mitrailleuses fixes pouvaient maintenant effectuer des tirs plongeants ou indirects à presque 3 000 m (3 280 yd). La méthode de tir indirect exploite la portée effective maximale, qui est définie par la portée maximale d'un projectile d'armes légères tout en maintenant l'énergie cinétique minimale requise pour mettre hors de combat un individu non protégé, qui est généralement estimée à 15 kilogrammes-mètres (147 J / 108 ft⋅lbf).
Les balles Spitzer ont considérablement augmenté la létalité des champs de bataille de la Première Guerre mondiale. Avant, pendant et après la Première Guerre mondiale, les militaires ont adopté des projectiles spitzer encore plus améliorés sur le plan aérodynamique en combinant un nez pointu avec une base légèrement effilée à l'arrière, appelée queue de bateau, ce qui a encore réduit la traînée en vol.  Ces projectiles étaient connus sous le nom de balles de queue de bateau spitzer, ce qui augmentait la portée maximale terminale des cartouches de fusil entre 4115m et 5500m.

## Étymologie
Le nom « spitzer » est une forme raccourcie et anglicisée du mot allemand Spitzgeschoss, signifiant littéralement « projectile pointu ».[réf. nécessaire]

## Histoire

### Exigences de conception
Du milieu à la fin du XIXe siècle, la recherche militaire dans les différents pays européens a commencé à étudier comment maximiser la vitesse initiale des armes individuelles grâce à une conception améliorée des projectiles. Des boîtiers métalliques plus solides étaient alors utilisés pour contenir la combustion, rendant les armes légères plus puissantes mais pas réellement plus précises. Les concepteurs savaient que les balles avec un coefficient de traînée inférieur (noté : Cd) décéléraient moins rapidement sur une même distance et avait donc aussi une portée plus lointaine. Un coefficient de traînée plus faible aplatit également la trajectoire parabolique du projectile, le rendant plus stable en vol et moins sensible à la dérive latérale causée par les vents de travers. En conservant une vitesse d'impact plus élevée, les balles à coefficients balistiques élevés conserveraient plus d'énergie cinétique et conserveraient leur létalité à des distances plus grandes. Ce sont ces exigences qui ont guidé la pensée militaire dans les années qui ont précédé la Première Guerre mondiale.

### 1898

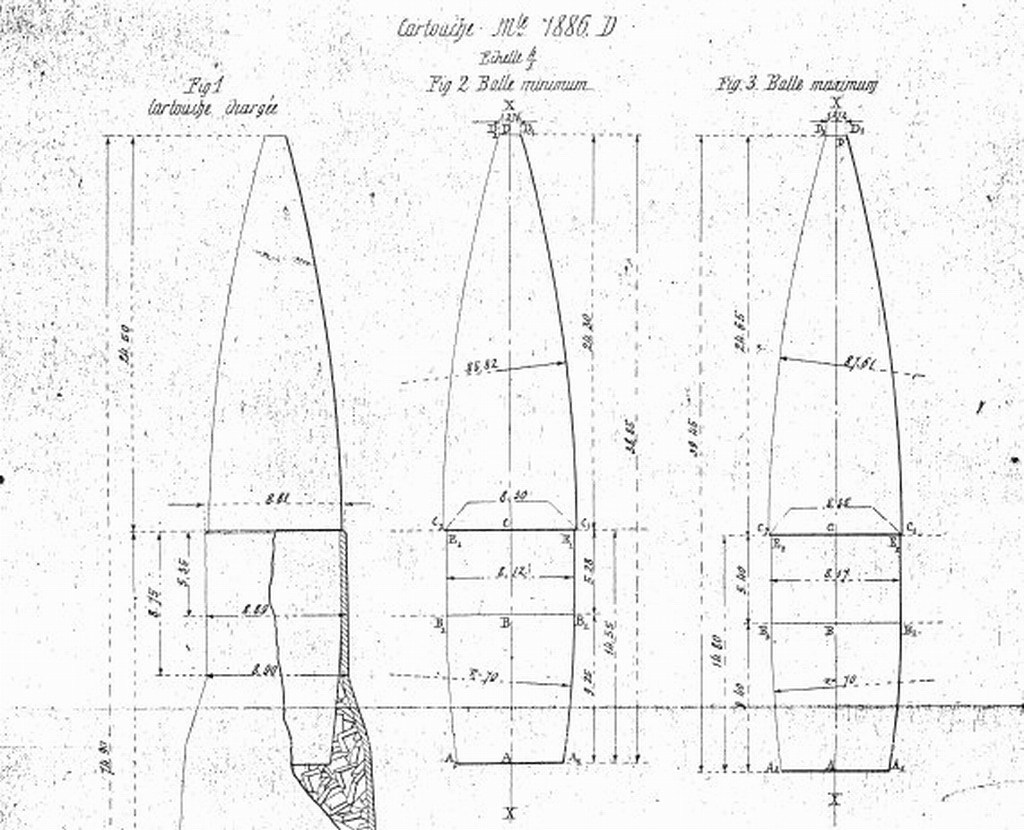
Dessins techniques de la balle Balle D française 1898

#### France
La conception de la balle spitzer remonte pour la première fois à 1898 la balle Balle D développé par l'armée française. La balle Balle D a été conçue par le capitaine Georges Raymond Desaleux, afin d'améliorer les performances balistiques de la cartouche de service française existante 8 × 50 mmR Lebel de 1886.
La cartouche originale 1886 modèle 8 × 50 mmR Lebel était une conception de service des cartouche innovante, car il s'agissait de la première cartouche militaire à utiliser de la poudre à canon sans fumée à base de nitrocellulose ( Poudre B ) telle que développée par Paul Vieille en 1884. Le modèle original de 1886 8 × 50 mmR Lebel était chargé avec une Balle M de 15g de style "wadcutter" à nez plat et avec noyau en plomb chemisé au cupro-nickel conçue par le lieutenant-colonel Nicolas Lebel atteignant une vitesse initiale de 628m/s.
La nouvelle cartouche Lebel 1898 8×50mmR chargée avec l'invention de Desaleux pesant 12,8 g, faite en laiton, a permis d'atteindre une vitesse initiale de 700 m/s, offrant une trajectoire un peu plus plate et une portée efficace maximale grandement améliorée. En plus d'avoir une section de nez pointu, le Balle D était également le premier projectile de fusil militaire qui avait une queue de bateau - une base effilée profilée - pour minimiser davantage la résistance de l'air en vol.

#### Performances
| Distance (m)    | 0   | 200  | 400  | 600  | 800  | 1000 | 1500  | 2000  |
| Trajectoire (m) | 0   | 0,14 | 0,81 | 2.39 | 5.27 | 9,83 | 31.71 | 75,61 |
| Vitesse (m/s)   | 628 | 488  | 397  | 335  | 290  | 255  | 197   | 160   |

| Distance (m)    | 0   | 200  | 400  | 600  | 800  | 1000 | 1500  | 2000 |
| Trajectoire (m) | 0   | 0,12 | 0,54 | 1.43 | 3.01 | 5,60 | 18h30 | 44,0 |
| Vitesse (m/s)   | 700 | 607  | 521  | 448  | 388  | 342  | 278   | 240  |

Les tableaux des performances en aval ci-dessus montrent que la rétention de vitesse est supérieure pour Balle D par rapport au modèle antérieur Balle MRemarque : la densité de l'air ρ utilisée pour corréler ces tableaux est inconnue.
En 1932, des munitions 8 × 50 mmR Lebel avec une nouvelle ogive , la Balle N,  ont été introduites et comportaient une balle pointue en queue de bateau à noyau de plomb, chemisé en cupro-nickel sur acier et pesant 15,0 g (232 grains). Il avait été conçu pour améliorer les performances à longue portée des mitrailleuses Hotchkiss Mle 1914.

### 1902–1918

#### Empire allemand

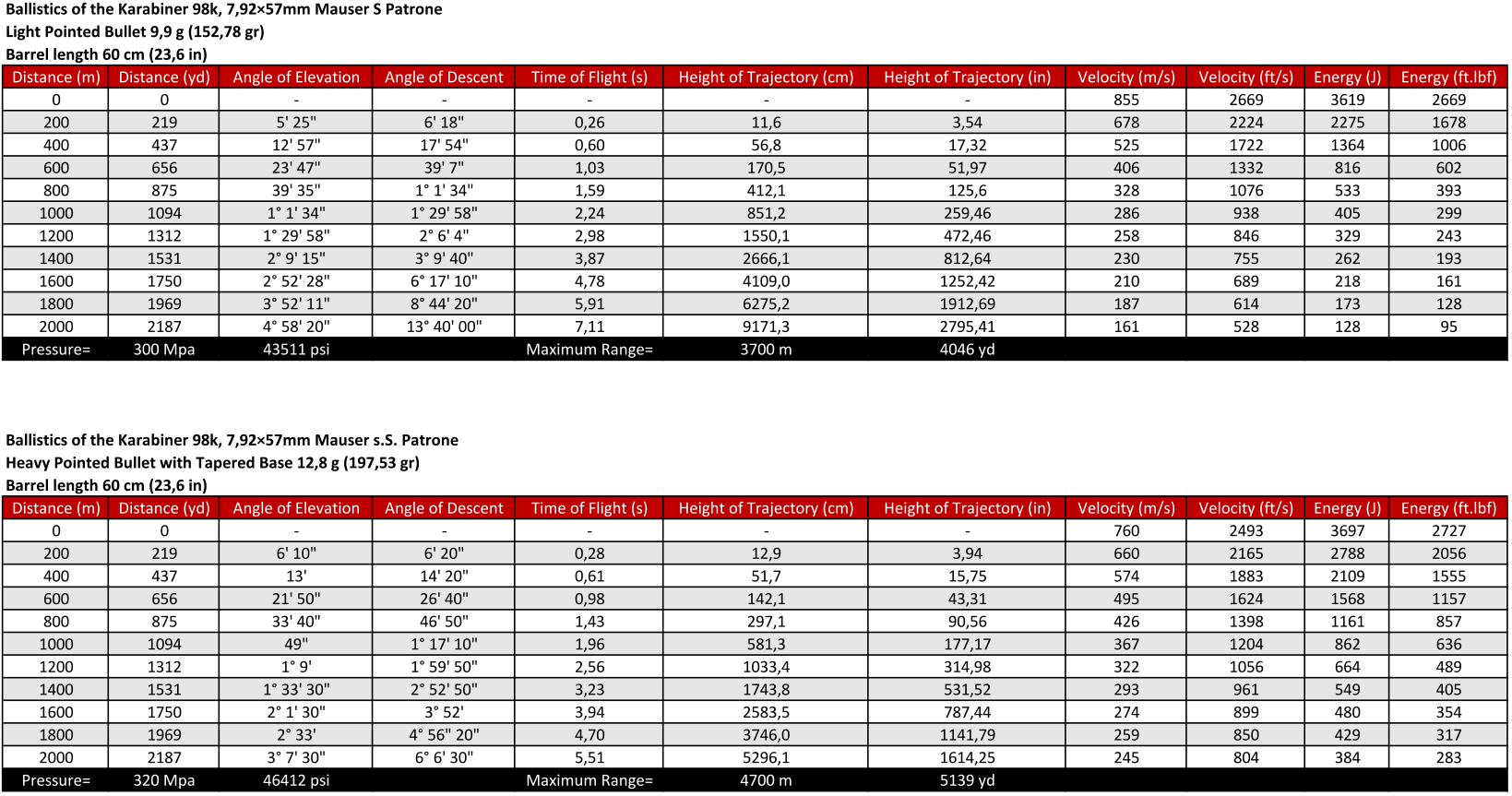
Tables balistiques pour le modèle 1903 S Patrone et les modèles 1914 encore améliorés. Tiré d'un canon de baril,.

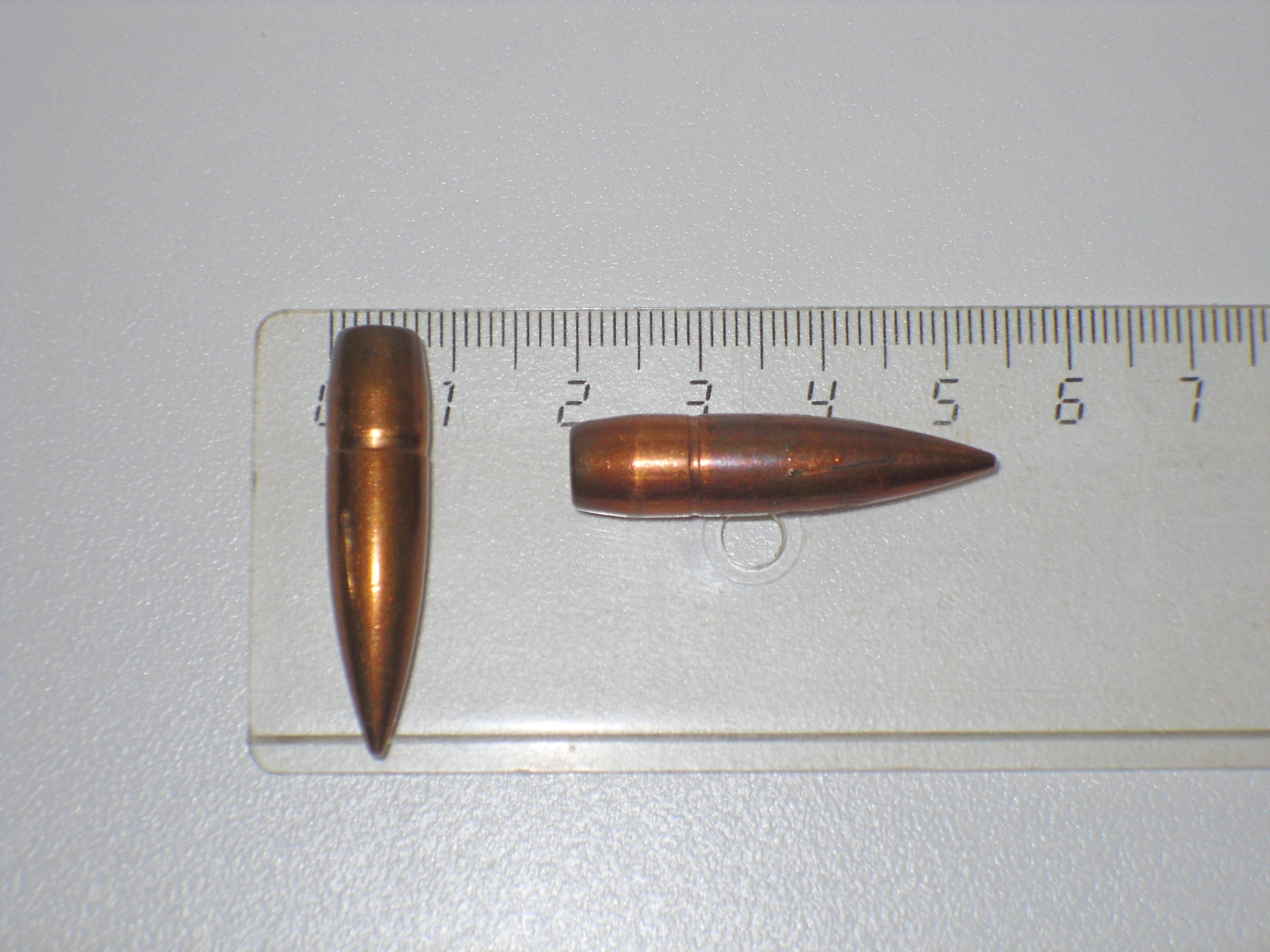
Un modèle de 1914 7,92 × 57 mm Mauser s. S. Patrone (schweres Spitzgeschoß / balle pointue lourde) balle FMJ à queue de bateau

En Allemagne, la Gewehr-Prüfungskommission (GPK) (commission de test des fusil) était chargée d'améliorer la précision et les performances des munitions militaires M / 88 de modèle 1888 et des armes allemandes chambrées pour les munitions M / 88 comme la Gewehr 1888. Au cours de la fin du 19e et du début du 20e siècle, le programme d'amélioration est chargé de remédier à la surpression du M / 88 et aux problèmes d'usure excessive du canon (rainures), l'autorité allemande des munitions a commencé à préférer les balles spitzer en 1898.
Une nouvelle balle aérodynamique Spitzgeschoß, attribuée au balisticien indépendant Arthur Gleinich, a été testée en 1902 et officiellement adoptée le 3 avril 1903. Après plusieurs révisions de forme, il est entré en production de masse en 1904. Le nez du Spitzgeschoß était pointu à l'extérieur comme le design français et sa forme était brevetée, mais la veste entièrement métallique du Spitzgeschoß différait en interne,,. Le programme Gewehr-Prüfungskommission a abouti à la cartouche S Patrone ou 7,92 × 57 mm Mauser, qui était d'un poids de 9,9g et avec la balle spitzer d'un diamètre légèrement augmenté de 8,2 mm (0,32283464534 po) qui avait un coefficient balistique (G1 BC) d'environ 0,321 à 0,337 (les coefficients balistiques sont quelque peu discutables), ainsi qu'un chambrage et un alésage dimensionnellement repensés (désignés comme "alésage S") et une nouvelle poudre sans fumée (à base de nitrocellulose et nitroglycérine ), qui a permis d'améliorer considérablement la vitesse initiale de 878m/s à partir d'un canon de 740mm. Le S Patrone a été adopté par l'armée et la marine allemandes en 1903 et avait une portée terminale maximale d'environ 3 700 m (4 050 yd). La combinaison d'une vitesse initiale accrue et d'une aérodynamique améliorée des balles a fourni une trajectoire de balle beaucoup plus plate, ce qui a augmenté la probabilité de toucher une cible individuelle à la plupart des distances de combat typiques.
Au début de la Première Guerre mondiale, l'Allemagne a développé une balle aérodynamiquement plus raffinée. Le projectile à queue de bateau S. (schweres Spitzgeschoß, "heavy spitzer") avait un coefficient balistique (G1 BC) de 0,557 à 0,593 (les coefficients balistiques sont quelque peu discutables) et a été chargé dans le s.S. Patron pour 760m/s de vitesse initiale . cela permet a la S. Patrone d'avoir une portée terminale maximale d'environ 4 700 m (5 140 yd) et la vitesse supersonique est conservée jusqu'à et au-delà de 1 000 m (1 093,6133 yd) (V 1000 ≈ Mach 1,07) dans les conditions d'atmosphère standard de l'OACI au niveau de la mer (densité de l'air ρ = 1,225 kg/ m3). Depuis son introduction en 1914, le s. S. Patrone a été principalement produit pour le combat aérien et à partir de 1918 dans les dernières étapes de la Première Guerre mondiale pour les mitrailleurs d'infanterie. Quinze ans après la Première Guerre mondiale, le S Patrone a été supprimé et le s. S. Patrone est devenu la munition standard pour l'armée allemande,.

#### États-Unis

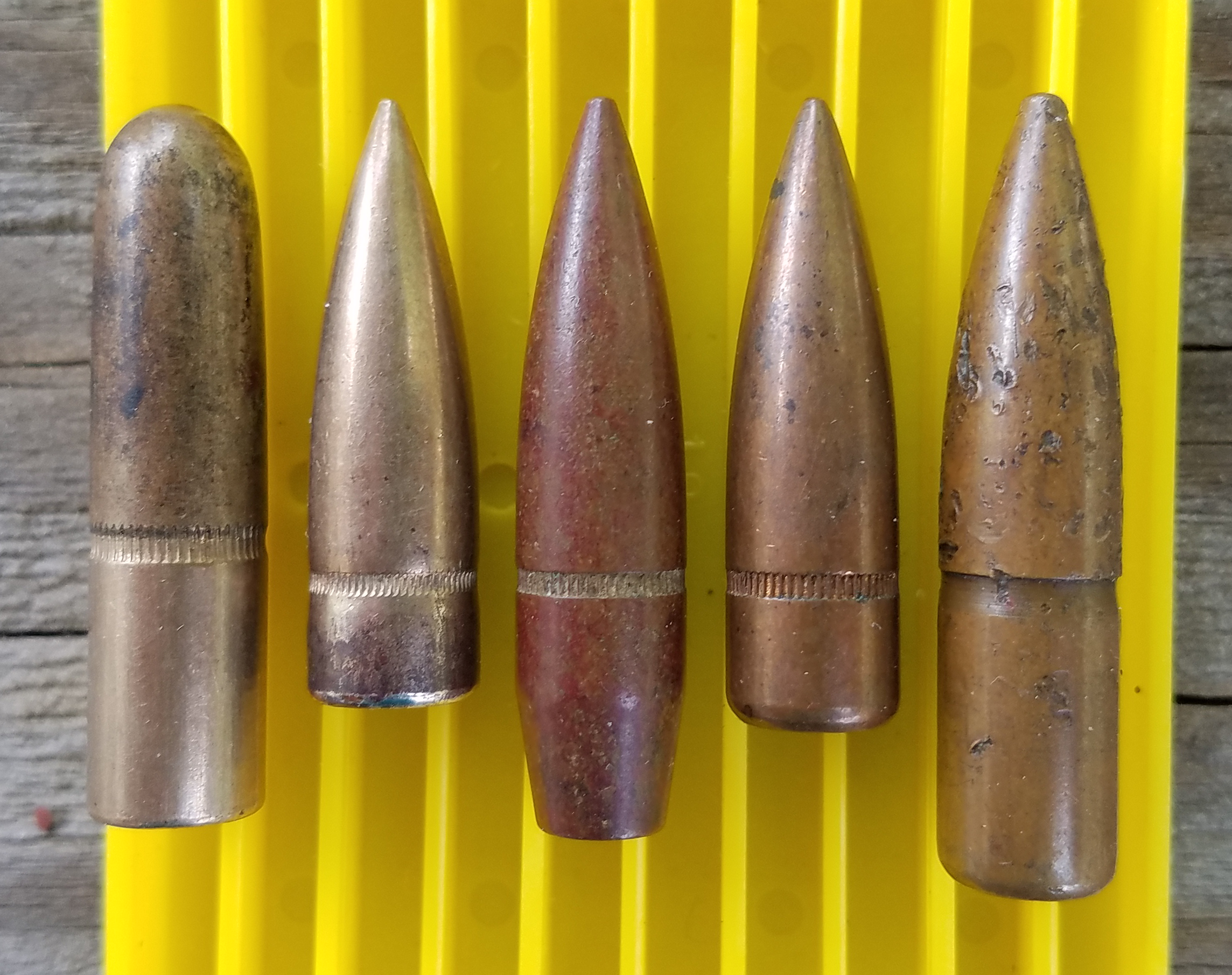
Cinq balles utilisées dans les chargements militaires des États-Unis de gauche à droite : la balle M1903, la balle M1906, la balle M1, la balle M2 et la balle M2 Armor-Piercing (AP).

En 1906, les autorités des munitions des États-Unis se sont arrangées pour acheter la licence de production de la conception de balle Spitzgeschoß à Gleinich. Maintenant appelé design « spitzer », le nouveau  un projectile de 9,7g à base plate avec un coefficient balistique (G1 BC) d'environ 0,405 avec une chemise en alliage cupro-nickel a été incorporé dans la cartouche Springfield M1906 .30-06 adoptée par les forces armées américaines en 1906. Les cartouches M1906 avaient une vitesse initiale de 823m/s et avait une portée terminale maximale d'environ 3 117 m (3 409 yd) et peuvent être identifiés par leurs balles argentées. L'alliage cupro-nickel s'est avéré encrasser rapidement l'alésage.